# Graues EPS

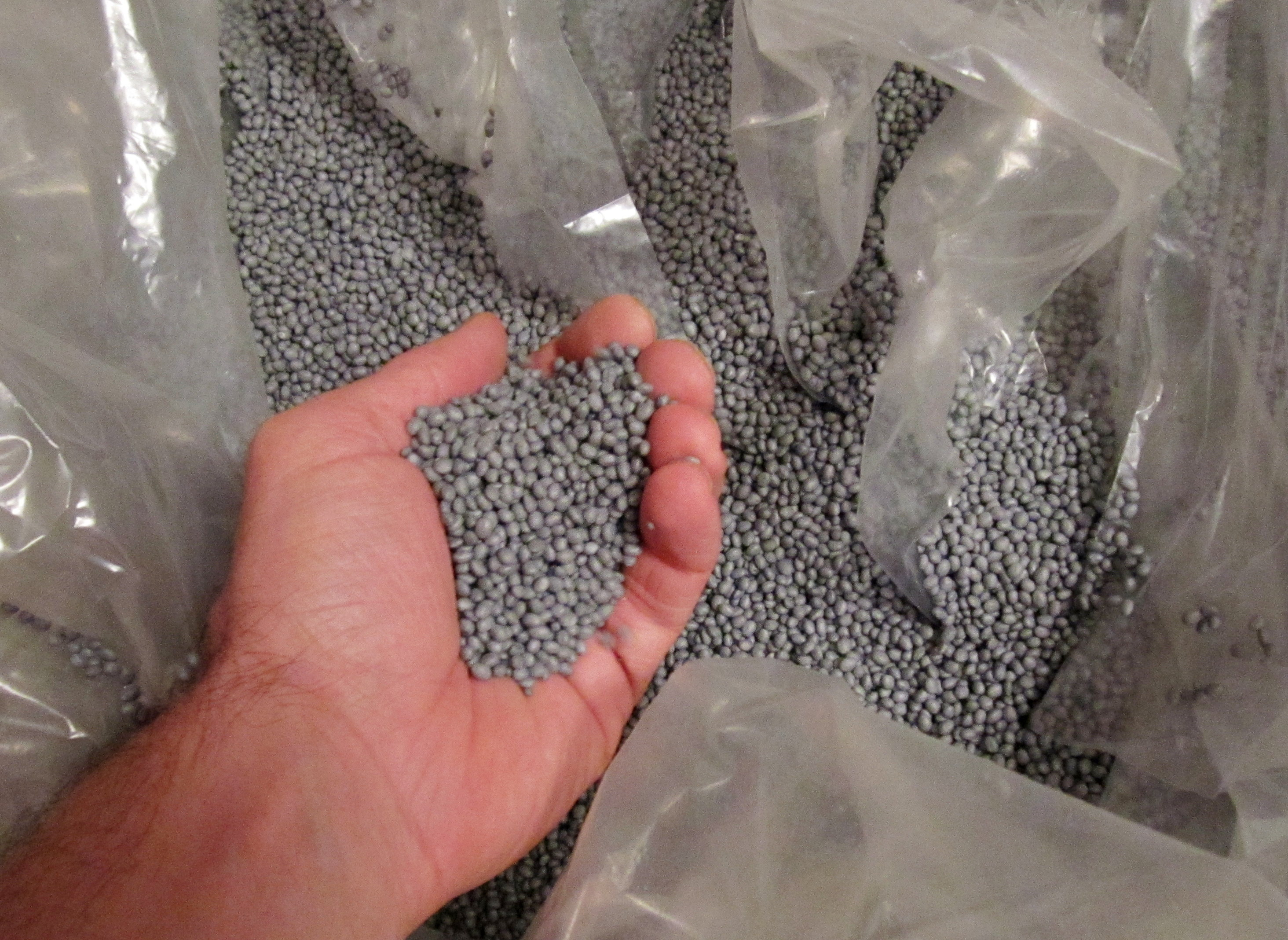
Partikelschaum aus graphitmodifiziertem EPS, WLS 033 zur Einblasdämmung

Graues EPS ist ein Dämmstoff aus EPS-Hartschaum mit Wärmestrahlungsabsorber und eine besondere Produktgruppe des expandierten Polystyrol. Im Gegensatz zum weit verbreiteten weißen EPS (handelsüblich „Styropor“) enthält graues EPS zusätzliche Infrarotabsorber und -reflektoren (z. B. Aluminiumoxid, Graphit oder Ruß). Zum Erzielen der Dämmwirkung nutzt es zusätzlich zur Verringerung der Wärmeleitung die Verringerung des Wärmetransports durch Wärmestrahlung. Durch den Zuschlagstoff verbessert sich auch die Beständigkeit gegenüber der natürlichen UV-Strahlung, da sie die Infrarot-Strahlung und damit Wärme teilweise ableiten bzw. absorbieren und bilden somit neben der Luft in den Kunststoffzellen einen zusätzlichen Isolator.
Die Entwicklung des grauen EPS basiert auf der Erkenntnis, dass man mit dem herkömmlichen Styropor bezüglich der Verbesserung der Wärmeleitfähigkeit an die Grenzen gestoßen ist. Weißes EPS, welches mit dem Zellgas Luft befüllt ist, erreicht laut Vorhersagekurve der EN 13163 bei einer Rohdichte von 14,5 kg/m³ eine Wärmeleitfähigkeit von 0,040 W/(m·K). Eine Wärmeleitfähigkeit von 0,035 W/(m·K) erreicht man aber erst mit einer Rohdichte von 27 kg/m³.

## Rohstoffe
Als Rohstoffe zur Herstellung von grauem EPS werden perlförmige Polystyrolkügelchen eingesetzt, die bereits den Wärmestrahlungsabsorber und das Treibgas Pentan (Iso- und/oder normales Pentan) enthalten. Die Verarbeitung zu Platten oder Formteilen erfolgt in üblichen Produktionsanlagen zur Herstellung von EPS. Durch die geringere Wärmeleitfähigkeit wird der Verbrauch an Rohstoffen gegenüber herkömmlichem EPS um etwa 1/3 reduziert und somit Ressourcen geschont. In Verbindung mit effizienter thermischer Sanierung von Bestandsbauten ermöglicht graues EPS die umfassende Einsparung von Heiz- und Kühlenergie.
Graphit und Ruß als Zuschlagstoffe zur Verbesserung der thermischen Eigenschaften von PU- und EPS-Schäumen wurden bereits Ende der 1980er Jahre vorgeschlagen, aufgrund des höheren Preises gegenüber unmodifiziertem EPS und weiterer notwendiger Verbesserung des Brandverhaltens jedoch erst Ende der 1990er Jahre eingesetzt. In weiterer Folge gab es EPS-Rohstoffe mit verschiedene Wärmestrahlungsabsorbern: BASF verwendete in seinen Neopor-Produkten Graphit, Ineos mengte seinen Silver-Produkten Ruß bei und Sunpor seinen Lambdapor-Produkten Aluminiumoxid. Mittlerweile hat sich bei allen Herstellern Graphit durchgesetzt.

## Eigenschaften
Graues EPS muss die Anforderungen der EN 13163 erfüllen. Es ist in der Baustoffklasse B 1 als schwerentflammbar gemäß der EN ISO 9239-1 eingestuft, frei von FCKW, H-FCKW, HFKW und Formaldehyd und gilt daher aufgrund der ausgeglichenen Umweltenergiebilanz als umweltverträglich, was die Produktion und Verarbeitung betrifft.

## Einsatzmöglichkeiten
Haupteinsatzgebiet der Dämmplatten aus grauem EPS sind vor allem Fassadendämmungen (z. B. WDV-Systeme) und Innendämmungen wie bspw. die in Frankreich und Belgien verbreitete Doublage (Aufdoppelung) oder auch Hohlraumdämmungen zweischaliger Mauerwerke, wie sie in Norddeutschland, Großbritannien und Irland üblich sind und dort als Cavity Wall bezeichnet werden. Bei immer stärker zu dämmenden Gebäuden bietet das Material durch geringere Dämmstoffdicke einen baulichen Vorteil.
Auch im Bereich der Flach- und Steildächer, Dachauflagesysteme (Aufsparrendämmung) und Dachbodendämmung, vor allem bei der Erstellung energieeffizienter Gebäude, wird dieser Baustoff eingesetzt und maßgeblich beitragen, bei Passiv- oder Niedrigenergiehäusern Heizkosten zu vermeiden bzw. im Rahmen der energetischen Sanierungen von Bestandsgebäuden diese deutlich zu minimieren.

## Entwicklungen
Durch den Zwang zu immer besserer Isolation der thermischen Gebäudehülle und der damit notwendigen Vergrößerung der Dämmstoffdicke wird mit Beginn der 2000er Jahre ein immer größerer Anteil des verbauten EPS-Isoliermaterials mit steigendem Anteil an grauem EPS verbaut. Neben Dow Chemical ist auch BASF einer der Innovationstreiber des graphitmodifizierten EPS.
Ein entscheidender Nachteil beim Einsatz der grauen Dämmplatten im Fassadenbereich ist die hohe Erwärmung der Oberfläche. Diese macht eine Beschichtung, etwa die Auftragung der Armierungsschicht, bei direkter Sonneneinstrahlung, insbesondere im Sommer, ohne eine kostenintensive Beschattung während der Beschichtungsarbeiten unmöglich. Um diese Nachteile auszugleichen, haben viele Hersteller die Oberfläche der Platten zusätzlich mit reflektierenden Farben (silber, rosa, weiß etc.) beschichtet, um die Aufheizung deutlich zu mindern.